# Івановська сільська рада (Тюльганський район)
Іва́новська сільська рада (рос. Ивановский сельский совет) — сільське поселення у складі Тюльганського району Оренбурзької області Росії.
Адміністративний центр — село Івановка.

## Населення
Населення — 517 осіб (2019; 626 в 2010, 747 у 2002).

## Склад
До складу сільської ради входять:
| Населений пункт | Населення, осіб (2002) | Населення, осіб (2010) |
| --------------- | ---------------------- | ---------------------- |
| Івановка, село  | 489                    | 419                    |
| Рудне, село     | 258                    | 207                    |